# Beilschmiedia glauciphylla
Beilschmiedia glauciphylla är en lagerväxtart som beskrevs av André Joseph Guillaume Henri Kostermans. Beilschmiedia glauciphylla ingår i släktet Beilschmiedia och familjen lagerväxter. Inga underarter finns listade i Catalogue of Life.